# Melba Escobar
Melba Escobar de Nogales (Cali, Colombia, 1976) es una escritora y periodista colombiana.

## Biografía
Estudió literatura en la Universidad de los Andes en Bogotá. Su primera publicación fue Bogotá sueña, la ciudad por los niños (2007). En este libro se les preguntó a los niños sobre sus sueños. La obra se concentra en temores, deseos, necesidades y recuerdos asociados con la palabra sueño, a través de más de trescientas entrevistas y cientos de fotografías a partir de las cuales creó un retrato de varias capas de la generación más joven de Bogotá: niños que fueron obligados a trabajar, niños desplazados, niñas maltratadas y huérfanos y niños privilegiados, una generación que está marcada por el deseo de un futuro mejor para la ciudad.
Su primera novela, con influencia autobiográfica, Duermevela fue escrita mientras desarrollaba la maestría de Escritura y Guion para Cine y Televisión, en la Universidad Autónoma de Barcelona. La novela fue publicada en 2010 por Editorial Planeta y fue presentada en el marco de la Feria del Libro de Bogotá.
En 2014 publica su primer libro para niños Johnny y el mar el cual fue seleccionado por la Biblioteca Juvenil Internacional (International Youth Library – IYL) de Múnich, Alemania, para hacer parte del catálogo White Ravens 2015. Esta libro ilustrado por Elizabeth Builes, ganadora del Premio Tragaluz de ilustración 2013, narra la historia de un niño llamado Pedro, cuyo sueño es conocer el mar. Cuando cumple diez años, su madre lo lleva a una isla en el Caribe. En ese lugar Pedro se pierde y conoce a Johnny, un hombre que no solo le enseña a pescar sino que le cambia la vida.
En 2015, lanza su thriller La casa de la belleza, una historia sobre una estilista cartagenera, que se muda a Bogotá en busca de una vida mejor. En el salón de belleza donde comienza a trabajar, se gana la confianza de los clientes y gracias a sus confesiones, puede encontrar la clave para resolver el asesinato de un cliente. Esta novela se ha publicado en 19 idiomas y fue escogido como uno de los mejores libros por el Premio Nacional de Novela en Colombia.
En 2019 lanza su novela La Mujer que Hablaba Sola que toma como referencia el atentado contra el centro comercial Andino, ocurrido en junio de 2017 en Bogotá, para dar lugar a un monólogo en el cual la protagonista, Cecilia Palacios, revisa dos décadas de su vida.
En 2020 publica Cuando éramos felices pero no lo sabíamos, un libro de no ficción que cuenta la realidad de Venezuela tras cuatro viajes a diferentes lugares de ese país.
En su trabajo como periodista es columnista regular de El Tiempo, en donde publica ocasionalmente reportajes. También ha sido columnista de los diarios El Espectador de Bogotá y El País de Cali, donde fue nombrada mejor columnista en 2013. Recibió una Beca de Creación Nacional del Ministerio de Cultura y recibió una beca en la Universidad de Arte y Diseño de Santa Fe (Nuevo México, Estados Unidos).

## Publicaciones
- Bogotá Sueña. La Ciudad Por Los Niños, Editorial Códice, 2007
- Duermevela, Editorial Planeta, 2010
- Johnny y el mar, Tragaluz Editores, 2014
- La Casa de la Belleza, Emecé Editores, 2015
- La Mujer que Hablaba Sola, Editorial Seix Barral, 2019
- Cuando éramos felices pero no lo sabíamos, Editorial Seix Barral, 2020
- Mamá ¿Ya se acabó el Coronavirus?, Editorial Planeta, 2020[13]
- Las huérfanas, Editorial Seix Barral, 2024